# 即興曲第3番 (ショパン)
即興曲第3番（そっきょうきょくだいさんばん）変ト長調 作品51 は、フレデリック・ショパンが1842年に作曲したピアノ曲。翌年に出版され、ジェーヌ・バッチアーニ・エステルハージ伯爵夫人に献呈された。

## 構成
変ト長調、テンポ・ジュスト（アレグロ・ヴィヴァーチェ）、8分の12拍子。
三部形式で書かれており、冒頭部は主題が半音階進行で優雅に現れる。繰り返されると3度6度の和声が右手にでてくる。中間部では変ホ短調に転調し、ソステヌート、2分の2拍子となる。左手の下降旋律に右手が合いの手を3連符で打ち、エンハーモニックな転調でホ長調に移る。その後、再び8分の12拍子に戻り主題が現れ、穏やかなコーダとアルペジョで締めくくられる。